# Geoff Skaines
Geoffrey "Geoff" Skaines (8 de juny de 1953) va ser un ciclista australià. S'especialitzà en el ciclisme en pista. Va participar en els Jocs Olímpics de 1976.

## Palmarès
- 1980
  - 1r al The Examiner Tour of the North
- 1984
  - 1r als Sis dies de Launceston (amb Shane Sutton)